# 카친족

카친주의 기

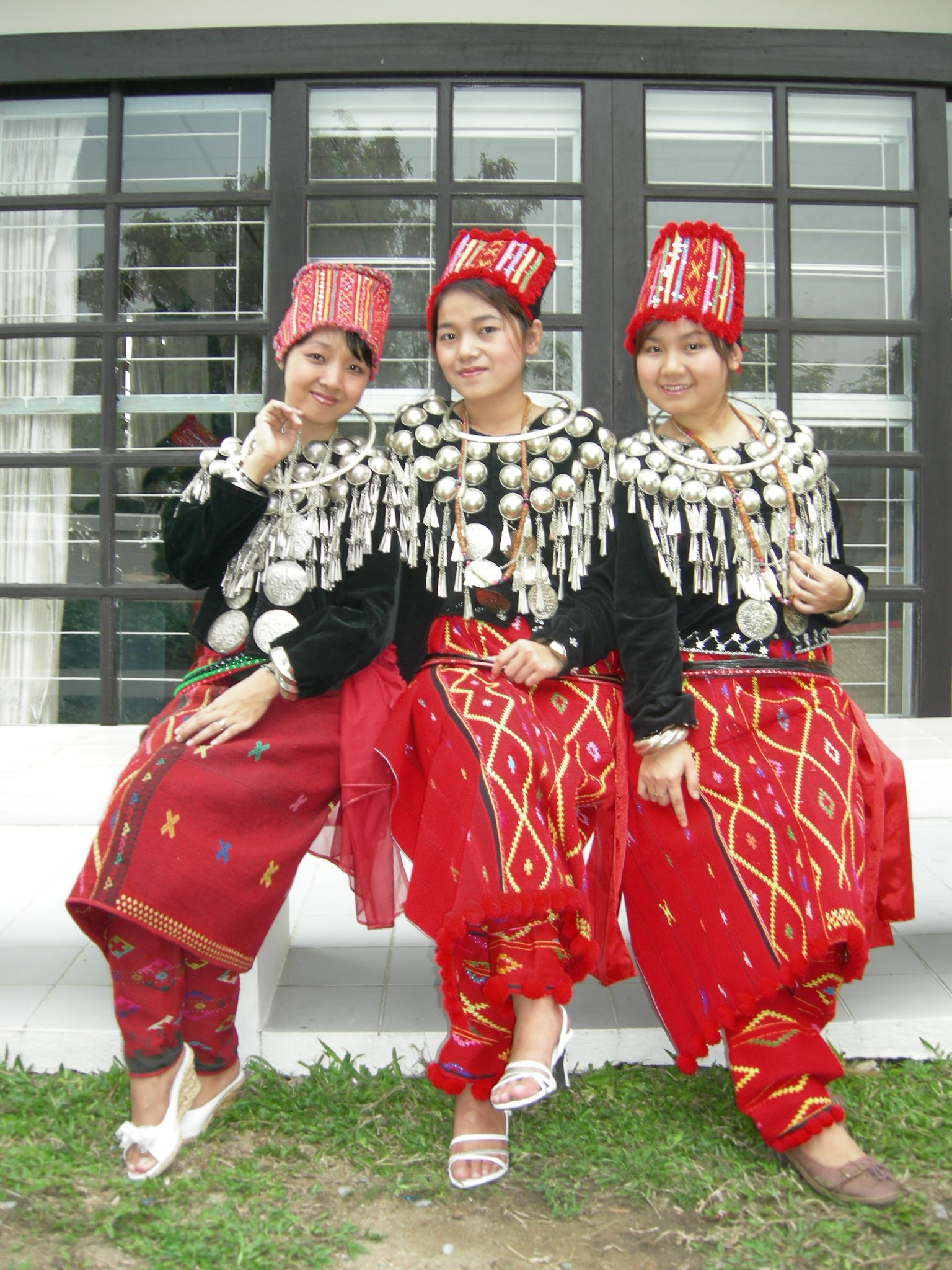
카친 전통의상

카친 족(버마어: ကချင်‌လူမျိုး, 영어: Kachin people)은 미얀마 카친 주에 거주하는 사람들로서 중화인민공화국과 인도에도 다수 거주한다. 카친 주는 옥과 금이 많이 난다. 인구는 총합하여 약 150만 명이며, 징포어를 주로 사용한다.
일반적으로 카친족이라는 민족분류는 단일한 민족을 가리킨다기보다는 서로 영토와 사회구조가 많이 겹치는 다양한 언어집단을 통틀어 가리키는 말이다. 오늘날 카친족이라 하면 흔히 최대의 하위집단인 징포족뿐 아니라 라왕족, 리수족, 자이와족, 라시족(Lashi), 마루족(Maru)까지 포함하기도 하며, "징포족"이라는 말이 카친족 전체를 가리킬 때 쓰이기도 한다.

## 설명
친족(Chin)과 같이 기독교의 비율이 높다. 미얀마 중앙정부와 마찰이 있어 분리독립 운동이 계속되고 있다.
카친족은 전통적으로 무예와 무사, 씨족사회, 도예, 약초치료, 정글 생활 등이 특화되어 있다. 최근까지도 현지 무당의 관습이 널리 행해지고 있지만 이러한 부분은 개신교의 신앙으로 포섭되는 양상이다.
과거 애니미즘에 입각한 여러 행사인 마나오 축제 등은 현재 전통을 계승하는 의미로 재해석되고 있다.

## 같이 보기
- 나가 자치주
- 미얀마의 행정구역